# Urs App
Urs App (né en 1949 à Rorschach en Suisse) est un historien des idées, religions et philosophies qui s'intéresse particulièrement à l'histoire et aux modes d'interaction entre l'Ouest et l'Asie.

## Biographie
Urs App est né en 1949 à Rorschach sur la côte suisse du lac de Constance. Il a étudié la psychologie, la philosophie et les sciences des religions à l'Université de Fribourg, à l'Université de Kyoto et à l'Université Temple de Philadelphie. En 1989, il a obtenu le doctorat (Ph. D.) en sciences des religions (bouddhisme chinois) à Temple University (Philadelphie, États-Unis).
De 1989 à 1999, il était professeur ordinaire de Bouddhisme Zen à  Hanazono University à Kyoto et Directeur associé de l'Institut International de Recherches Zen à l'Université de Hanazono (Directeur : Seizan Yanagida). Depuis, il s'est dédié à plein temps à l'écriture et la production de documentaires dans le cadre d'institutions académiques en Europe et au Japon : l'Institut de Recherche sur la Culture Zen (Zenbunka kenkyujo, Kyoto ; 2005-2007), le Fonds National Suisse (FNS ; 2007-2010), la Scuola Italiana di Studi sull'Asia Orientale (Italian School of East Asian Studies, ISEAS ; 2010-2011), et l'École française d'Extrême-Orient (2012-).
Ses activités de recherche se concentrent sur l'étude du bouddhisme (particulièrement le bouddhisme Zen), l'histoire de l'orientalisme, l'histoire de la découverte européenne des religions et philosophies de l'Asie (en particulier aussi celle de Schopenhauer), l'histoire de la philosophie et des idées en Orient et Occident.

## Livres
- Zen Meister Yunmen. Leben und Lehre des letzten Giganten der Zen-Klassik. Wil: UniversityMedia, 2018  (ISBN 978-3-906000-29-9)
- Zen Master Yunmen. His Life and Essential Sayings. Boulder: Shambhala, 2018  (ISBN 978-1-61180-559-8)
- Michel-Jean-François Ozeray and Urs App. The First Western Book on Buddhism and Buddha. Wil: UniversityMedia, 2017  (ISBN 978-3-906000-27-5)
- Schopenhauer's Compass. An Introduction to Schopenhauer's Philosophy and its Origins. Wil: UniversityMedia, 2014  (ISBN 978-3-906000-03-9)
- The Cult of Emptiness. The Western Discovery of Buddhist Thought and the Invention of Oriental Philosophy. Rorschach / Kyoto: UniversityMedia, 2012  (ISBN 978-3-906000-09-1) (Meilleurs livres bouddhistes de l'an 2012, journal Buddhadharma)[9].
- Schopenhauers Kompass. Rorschach / Kyoto: UniversityMedia, 2011  (ISBN 978-3-906000-08-4) [relié] et  (ISBN 978-3-906000-02-2) [livre de poche])
- Richard Wagner and Buddhism. Rorschach / Kyoto: UniversityMedia, 2011  (ISBN 978-3-906000-00-8)
- The Birth of Orientalism. Philadelphia: University of Pennsylvania Press, 2010  (ISBN 978-0-8122-4261-4)[10]  (Prix du livre 2012 de l'Académie des Inscriptions et Belles-Lettres, Institut de France)[11].
- Arthur Schopenhauer and China. Sino-Platonic Papers Nr. 200 (avril 2010) (8,7 Mb PDF, 172 pp.)
- William Jones's Ancient Theology. Sino-Platonic Papers Nr. 191 (septembre 2009) (3.7 Mb PDF, 125 pp.)
- Plus de vingt volumes de concordances de textes chinois du bouddhisme Zen  (ISSN 0919-374X);  (ISBN 4-938796-02-3);  (ISBN 4-938796-03-1);  (ISBN 4-938796-04-X);  (ISBN 4-938796-05-8);  (ISBN 4-938796-11-2);  (ISBN 4-938796-12-0);  (ISBN 4-938796-13-9);  (ISBN 4-938796-14-7);  (ISBN 4-938796-06-6);  (ISBN 4-938796-07-4);  (ISBN 4-938796-08-2);  (ISBN 4-938796-09-0);  (ISBN 4-938796-19-8);  (ISBN 4-938796-20-1);  (ISBN 4-938796-21-X);  (ISBN 4-938796-22-8);  (ISBN 4-938796-23-6);  (ISBN 4-938796-24-4);  (ISBN 4-938796-25-2);  (ISBN 4-938796-26-0);  (ISBN 4-938796-27-9);  (ISBN 4-938796-28-7);  (ISBN 4-938796-29-5);  (ISBN 4-938796-31-7).
- Richard Wagner und der Buddhismus: Liebe – Tragik. Zürich: Museum Rietberg, 1997. Nouvelle édition: Rorschach / Kyoto: UniversityMedia, 2011  (ISBN 978-3-906000-10-7)
- Zen-Worte vom Wolkentor-Berg. Darlegungen und Gespräche des Zen-Meisters Yunmen Wenyan (864–949). Bern / München: Barth, 1994  (ISBN 3-502-64640-6)
- Master Yunmen. New York: Kodansha International, 1994.   (ISBN 1-56836-004-5).
- Facets of the Life and Teaching of Chan Master Yunmen Wenyan (864-949). Ann Arbor: University Microfilms International, 342 pp. (Ph. D. Dissertation, Temple University, 1989)

## Œuvres audiovisuelles
- Slow Photography: Koichiro Kurita. Documentaire pour l'exposition du photographe japonais Koichiro Kurita au Farnsworth Art Museum, Rockland ME, États-Unis (2018).
- Sengai. Documentaire pour l'exposition des œuvres du maître Zen et peintre japonais Sengai au Musée Rietberg à Zurich (2014)[12].
- Der Teebesen (Le fouet à thé). Documentaire montré pendant les expositions sur le bambou au musée ethnographique de l'Université de Zurich[13]  (2003)[14], au Musée ethnologique de Munich (Völkerkundemuseum München, 2006)[15], et au Völkerkundemuseum de l'université de Zurich[16]  (en collaboration avec Monica Esposito).
- Vers la forêt de pins de Tōhaku. Documentaire[17] pour l'exposition des chefs-d'œuvre de Hasegawa Tōhaku (2002) au Museum Rietberg, Zurich (en collaboration avec Monica Esposito)
- Dangki. Documentaire diffusé en 2001 sur la chaîne France 2 (en collaboration avec Monica Esposito).
- Oracles en Chine. Documentaire montré pendant l'exposition sur les oracles (2000) au Musée Rietberg, Zurich (en collaboration avec Monica Esposito).
- Oracles au Japon. Documentaire montré pendant l'exposition sur les oracles (2000) au Musée Rietberg, Zurich (en collaboration avec Monica Esposito).
- Les enfants médium. Documentaire montré pendant l'exposition sur les oracles (2000) au Musée Rietberg, Zurich (en collaboration avec Monica Esposito).

## Textes électroniques

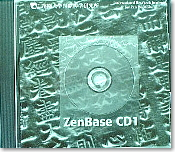
ZenBaseCD1 (1995)

- ZenBase CD1. Kyoto: International Research Institute for Zen Buddhism, 1995  (ISBN 4-938796-18-X); collection pionnière de plus de 80 textes Zen chinois).

## Sélection d'articles
- "Schopenhauers Nirwana". In: Die Wahrheit ist nackt am schönsten. Arthur Schopenhauers philosophische Provokation, ed. by Michael Fleiter. Frankfurt: Institut für Stadtgeschichte / Societätsverlag, 2010, p. 200-208.
- "The Tibet of Philosophers: Kant, Hegel, and Schopenhauer." Dans: Images of Tibet in the 19th and 20th Centuries (Images du Tibet aux XIXe et XXe siècles, ed. par Monica Esposito. Paris: École Française d'Extrême-Orient, 2008, p. 11-70.
- "How Amida got into the Upanishads: An Orientalist’s Nightmare". Dans: Essays on East Asian Religion and Culture, ed. par Christian Wittern und Lishan Shi. Kyoto: Editorial Committee for the Festschrift in Honour of Nishiwaki Tsuneki, 2007, p. 11-33.
- "OUM – Das erste Wort von Schopenhauers Lieblingsbuch." Dans: Das Tier, das du jetzt tötest, bist du selbst... Arthur Schopenhauer und Indien, ed. par Jochen Stollberg. Frankfurt: Vittorio Klostermann, 2006, p. 36-50.
- "NICHTS. Das letzte Wort von Schopenhauers Hauptwerk." Dans: Das Tier, das du jetzt tötest, bist du selbst... Arthur Schopenhauer und Indien, ed. par Jochen Stollberg. Frankfurt: Vittorio Klostermann, 2006, p. 51-60.
- "Schopenhauer's India Notes of 1811." Schopenhauer-Jahrbuch 87 (2006), p. 15-31.
- "Schopenhauer's Initial Encounter with Indian Thought." Schopenhauer-Jahrbuch 87 (2006), pp. 35-76.
- "Notizen Schopenhauers zu Ost-, Nord- und Südostasien vom Sommersemester 1811." Schopenhauer-Jahrbuch 84 (2003), pp. 13-39.
- "Die Entdeckung des Zen." Dans: Homo Medietas. Aufsätze zu Religiosität, Literatur und Denkformen des Menschen vom Mittelalter bis in die Neuzeit, ed. par Claudia Brinker-von der Heyde. Bern: Peter Lang, 1999, p. 13-26.
- "Notes and Excerpts by Schopenhauer Related to Volumes 1 - 9 of the Asiatick Researches." Schopenhauer-Jahrbuch 79 (1998), p. 11-33.
- "Schopenhauers Begegnung mit dem Buddhismus." Schopenhauer-Jahrbuch 79 (1998), p. 35-58.
- "St. Francis Xavier's Discovery of Japanese Buddhism. Part 1: Before the Arrival in Japan, 1547-1549". Eastern Buddhist 30, no. 1 (1997), p. 53-78. "Part 2: From Kagoshima to Yamaguchi, 1549-1551.” Eastern Buddhist 30, no. 2 (1997), p. 214-44. "Part 3: From Yamaguchi to India, 1551-1552.” Eastern Buddhist 31, no. 1 (1998), p. 40-71.
- "Wuxinlun -- The Treatise on No-Mind." Zenbunka kenkyūsho kiyō 21 (1995): p. 1-68.
- "Dun: A Chinese Concept as a Key to 'Mysticism' in East and West." The Eastern Buddhist  Bd. XXVI No. 2 (Fall 1993), p. 31-72.
- "Reference Works for Chan Research. A selective annotated survey." Cahiers d’Extrême-Asie 7 (1993-94), p. 357-409.
- "The Making of a Chan Record" Zenbunka kenkyūjo kiyō (Annual Report from the Institute of Zen Studies) No. 17 (Mai 1991): 1–90.